# Kobie Coetsee
Hendrik Jacobus (Kobie) Coetsee (1931-2000) est un avocat afrikaner et un homme politique d'Afrique du Sud, membre du Parti national (NP), ministre de la justice de 1980 à 1994 et de la défense de 1993 à 1994, négociateur du gouvernement durant la phase de transition vers la démocratie multiraciale en 1992-1994 et président du Sénat (en) de 1994 à 1996.

## Biographie
Kobie Coetsee est né le 19 avril 1931 à Ladybrand dans l'État libre d'Orange, fils unique de Johannes Coetsee et de Josephine, née van Zyl. Son grand-père préside la section du Parti National de Ladybrand.
Diplômé en droit de l'Université de l'État libre d'Orange en 1954, il est déjà un militant politique de la section étudiante du Parti National. Son mentor est Charles Swart, élu de la circonscription de Ladybrand et ministre nationaliste. 
Le 6 octobre 1956, il épouse Helena Elizabeth Malan de laquelle il a 3 filles et 2 garçons. Il est alors juriste.

## Carrière politique
En 1968, Kobie Coetsee est élu député (NP) de la circonscription de Bloemfontein Ouest.
Il est admis au barreau de Bloemfontein en 1972 et exerce la profession d'avocat. 

### Carrière ministérielle (1978-1994)
Le 12 octobre 1978, Coetsee devient le vice-ministre de la défense et de la sécurité nationale dans le gouvernement de Pieter Botha. Il réorganise alors les services secrets. 
Le 7 octobre 1980, il devient ministre de la Justice. L'Afrique du Sud lui doit alors une libéralisation de la législation matrimoniale concernant les femmes mariées. Il tente aussi de réformer le fonctionnement des cours de justice afin de protéger le droit des groupes et des individus hors de toute discrimination raciale ainsi que d'accorder une immunité temporaire aux négociateurs de partis interdits.
Le 22 juin 1985, il devient le président du Parti National dans l'État libre d'Orange.
En 1987, le président Botha le charge de procéder à la libération de certains prisonniers politiques comme Govan Mbeki, (père de Thabo Mbeki, futur président de l'Afrique du Sud), libéré rapidement. Coetsee organise à cette occasion la première rencontre non officielle entre le président sud-africain et Nelson Mandela, emprisonné depuis 1964.
En octobre 1989, alors que Frederik de Klerk a succédé à Botha, Coetsee prend contact avec Nelson Mandela dans sa prison pour discuter des conditions de sa libération. 
Après la légalisation de l'ANC en 1990 et la libération de Mandela, Coetsee fait partie de la délégation gouvernementale qui rencontre officiellement pour la première fois les dirigeants de l'ANC à Groote Schuur au Cap en vue de procéder aux négociations sur l'avenir de l'Afrique du Sud. 
En juillet 1991, Coetsee abolit les clauses de la loi de sécurité interne concernant l'interdiction des publications favorables au communisme et aux organisations interdites mais aussi les clauses restreignant la liberté de la presse ou la libre circulation des personnes. 
En 1991 et 1992, c'est un acteur essentiel des négociations constitutionnelles dans le cadre de la Convention pour une Afrique du Sud démocratique (Convention for a Democratic South Africa - Codesa).
En avril 1993, son portefeuille ministériel s'enrichit de celui de la Défense.

### Présidence du Sénat (1994-1996)
Après les élections multiraciales de 1994, le nouveau président Nelson Mandela le requit pour être membre de son gouvernement mais c'est à la présidence du nouveau Sénat que Kobie Coetsee exerça sa dernière fonction politique d'importance jusqu'à la mise en place d'une nouvelle constitution en 1996 et le remplacement du Sénat par le Conseil National des Provinces.

## Décès
Kobie Coetsee est mort à l'âge de 69 ans le 29 juillet 2000 d'une crise cardiaque à son domicile de Bloemfontein. 
Nelson Mandela fit part de sa grande tristesse à l'annonce de ce décès alors que le vice-président Jacob Zuma insistait sur son rôle significatif dans l'établissement d'une Afrique du Sud multiraciale et démocratique. 
Le navire de guerre qui portait le nom de "SAS Kobie Coetsee" fut rebaptisé "SAS Job Maseko" en 1997. 